# التوازن الكبيبي النبيبي

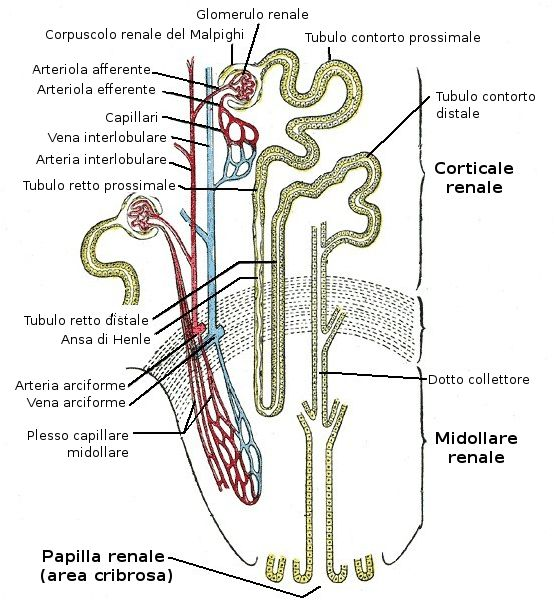

التوازن النبيبي الكبيبي Glomerulotubular Balance آلية في النفرونات الكلوية تضمن إعادة امتصاص النبيبات الكلوية القريبة كمية ثابتة من الرشاحة الكبية والمذيبات ضمنها.
وهي آلية ذاتية ، فعندَ ازدياد معدل الرشح الكبيبي GFR من 125 ملم/د إلى 150 ملم/د يزداد معدل الامتصاص من 81 مل/د(65%) إلى 97.5 مل/د(65%) ، حيث تبقى النسبة ثابتة نسبياً رغم أن المعدل الكلي لعودة الامتصاص يزداد.
إنّ التغير في امتصاص +Na يحدث بعد عدة ثوانٍ من تغيّر معدل الرشح وبالتالي ليس من الواضح تدخّل آليات هرمونيّة في ذلك.

## الآلية
عند زيادة معدل الرشح الكبيبي GFR يزداد الضغط الغرواني نسبياً في البلازما التي تغادر الشعريات الكبية عبر الشريان الصادر وتفرعاته، وهذا يزيد عودة امتصاص الصوديوم من النبيب إلى الأوعية المجاورة للنبيب.

## الأهمية
تتجلى أهمية التوازن الكبيبي النبيبي في منع حدوث فرط حمل في الأنبوب المعوج البعيد عند زيادة GFR.

## التلقيم الراجع النبيبي الكبيبي
يختلف التوازن الكبيبي النبيبي عن التلقيم الراجع النبيبي الكبيبي، فالأخير هو قدرة خلايا اللطخة الكثيفة في النبيب البعيد على إرسال إشارات للخلايا المجاورة للكبب للتحكم في معدل الرشح الكبي GFR عن طريق التحكم بمقاومة الشريان الصادر عن الكبيبة وذلك استجابةً لتركيز كلوريد الصوديوم في النبيب البعيد؛ فزيادة كلوريد الصوديوم في النبيب البعيد تسبب تنبيه لخلايا اللطخة الكثيفة التي تؤدي بالنهاية لتقبض الشريان الصادر ومن ثم زيادة الضغط الدموي السكوني في الكبيبة ، وهذا يزيد من معدل الرشح الكبيبي GFR.